# Scopula amathodes
Scopula amathodes là một loài bướm đêm trong họ Geometridae.